# Exochus spinalis
Exochus spinalis là một loài tò vò trong họ Ichneumonidae.